# Seznam televizních filmů Disney+
Seznam televizních filmů Disney+ uvádí přehled televizních filmů, které jsou premiérově uváděny na americké placené streamovací televizi Disney+.

## Celovečerní
| Originální název                                         | Český název                                  | Žánr                                      | Premiéra           | Délka         |
| -------------------------------------------------------- | -------------------------------------------- | ----------------------------------------- | ------------------ | ------------- |
| Lady and the Tramp                                       | Lady a Tramp                                 | romantický                                | 12. listopadu 2019 | 104 min       |
| Noelle                                                   | Noelle                                       | dobrodružné fantasy                       | 12. listopadu 2019 | 100 min       |
| Togo                                                     | Togo                                         | drama                                     | 20. prosince 2019  | 113 min       |
| Timmy Failure: Mistakes Were Made                        | Timmy Nezdar                                 | komedie                                   | 7. února 2020      | 99 min        |
| Stargirl                                                 | Stargirl                                     | romantické drama                          | 13. března 2020    | 107 min       |
| Magic Camp                                               | Kouzelnický tábor                            | rodinná komedie                           | 14. srpna 2020     | 100 min       |
| Phineas and Ferb the Movie: Candace Against the Universe | Phineas a Ferb ve filmu: Candy proti vesmíru | animovaný muzikál, dobrodružná komedie    | 28. srpna 2020     | 85 min        |
| Secret Society of Second-Born Royals                     | Tajné společenství druhorozených             | superhrdinský                             | 25. září 2020      | 99 min        |
| Clouds                                                   | Oblaka                                       | hudební drama                             | 16. října 2020     | 122 min       |
| Black Beauty                                             | Černá kráska                                 | drama                                     | 27. listopadu 2020 | 110 min       |
| Godmothered                                              | Moje dobrá víla                              | fantasy komedie                           | 4. prosince 2020   | 113 min       |
| Safety                                                   | Obránce                                      | sportovní drama                           | 11. prosince 2020  | 122 min       |
| Flora & Ulysses                                          | Flora a Odysseus                             | rodinná komedie                           | 19. února 2021     | 95 min        |
| Home Sweet Home Alone                                    | Všude dobře, sám doma nejlíp                 | rodinná komedie                           | 12. listopadu 2021 | 93 min        |
| Diary of a Wimpy Kid                                     | Deník malého poseroutky                      | animovaná komedie                         | 3. prosince 2021   | 56 min        |
| The Ice Age Adventures of Buck Wild                      | Doba ledová: Dobrodružství s Buckem Wildem   | animovaná komedie                         | 28. ledna 2022     | 82 min        |
| Cheaper by the Dozen                                     | Dvanáct do tuctu                             | komedie                                   | 18. března 2022    | 108 min       |
| Better Nate Than Ever                                    | Nate je hvězda                               | akční komediální drama                    | 1. dubna 2022      | 91 min        |
| Sneakerella                                              | Princ v teniskách                            | muzikálová komedie                        | 13. května 2022    | 111 min       |
| Chip 'n Dale: Rescue Rangers                             | Rychlá rota                                  | live-action animovaná dobrodružná komedie | 20. května 2022    | 96 min        |
| Hollywood Stargirl                                       | Hollywoodská Stargirl                        | teenagerovské romantické drama            | 3. června 2022     | 105 min       |
| Rise                                                     | Vzestup                                      | sportovní životopisný film                | 24. června 2022    | 113 min       |
| Připravované                                             |                                              |                                           |                    |               |
| Zombies 3                                                | Zombie 3                                     | muzikál                                   | 15. července 2022  | bude oznámeno |
| Pinocchio                                                | Pinocchio                                    | fantasy muzikál                           | 8. září 2022       | bude oznámeno |
| Hocus Pocus 2                                            | Hokus pokus 2                                | hororová komedie                          | 30. září 2022      | bude oznámeno |
| Tabulka byla aktualizována ke dni 8. července 2022.      |                                              |                                           |                    |               |

### Premiérově na D+
Filmy původně určené pro uvedení do kin, ale nakonec uvedené na Disney+.
| Originální název                                    | Český název       | Žánr                | Premiéra         | Délka   |
| --------------------------------------------------- | ----------------- | ------------------- | ---------------- | ------- |
| Artemis Fowl                                        | Artemis Fowl      | dobrodružné fantasy | 12. června 2020  | 95 min  |
| Hamilton                                            | Hamilton          | muzikál             | 3. července 2020 | 160 min |
| The One and Only Ivan                               | Ivan je jen jeden | fantasy drama       | 21. srpna 2020   | 95 min  |
| Trevor: The Musical                                 | Trevor: Muzikál   | muzikál             | 24. června 2022  | 113 min |
| Tabulka byla aktualizována ke dni 8. července 2022. |                   |                     |                  |         |

## Dokumenty
| Dolphin Reef                                        | Útes delfínů                          | přírodopisný  | 3. dubna 2020      | 78 min  |
| Elephant                                            | Sloni                                 | přírodopisný  | 3. dubna 2020      | 89 min  |
| Howard                                              | Příběh Howarda Ashmana                | životopisný   | 7. srpna 2020      | 92 min  |
| Folklore: The Long Pond Studio Sessions             | Folklore: Setkání ve studiu Long Pond | hudební       | 25. listopadu 2020 | 106 min |
| Own the Room                                        | Je to na tobě                         | podnikatelský | 12. března 2021    | 91 min  |
| Wolfgang                                            | Šéfkuchař Wolfgang                    | životopisný   | 25. června 2021    | 78 min  |
| Stuntman                                            | Kaskadér                              | dokument      | 23. července 2021  | 87 min  |
| Playing with Sharks                                 | V čelistech                           | přírodopisný  | 23. července 2021  | 91 min  |
| More Than Robots                                    | Víc než jen roboti                    | dokument      | 18. března 2022    | 89 min  |
| Polar Bear                                          | Polární medvěd                        | přírodopisný  | 22. dubna 2022     | 84 min  |
| Tabulka byla aktualizována ke dni 8. července 2022. |                                       |               |                    |         |

## Speciály
| Arendelle Castle Yule Log                                     | —                                                        | yule log          | 13. prosince 2019  | 180 min       |
| Diving With Dolphins                                          | Potápění s delfíny                                       | dokument o vývoji | 3. dubna 2020      | 76 min        |
| In the Footsteps of Elephant                                  | Po stopách slonů                                         | dokument o vývoji | 3. dubna 2020      | 88 min        |
| Penguins: Life on the Edge                                    | Tučnáci: Život na hraně                                  | dokument o vývoji | 3. dubna 2020      | 78 min        |
| A Celebration of the Music from Coco                          | Coco koncert                                             | koncert           | 10. dubna 2020     | 47 min        |
| Black is King                                                 | Black is King                                            | vizuální album    | 31. července 2020  | 85 min        |
| The Lego Star Wars Holiday Special                            | Lego Star Wars: Sváteční speciál                         | animovaný         | 17. listopadu 2020 | 45 min        |
| Arendelle Castle Yule Log 2.0.                                | —                                                        | yule log          | 18. prosince 2020  | 180 min       |
| Dory's Reef Cam                                               | Podmořský svět s Dory                                    | animovaný         | 18. prosince 2020  | 180 min       |
| Lego Star Wars Terrifying Tales                               | LEGO Star Wars: Hrůzostrašné historky                    | animovaný         | 1. října 2021      | 46 min        |
| Muppets Haunted Mansion                                       | Mupeti Haunted Mansion: Strašidelný dům                  | loutkový          | 8. října 2021      | 52 min        |
| The Making of Happier Than Ever: A Love Letter to Los Angeles | —                                                        | dokument o vývoji | 12. listopadu 2021 | 30 min        |
| Under the Helmet: The Legacy of Boba Fett                     | Pod přilbou: Odkaz Boby Fetta                            | krátký dokument   | 12. listopadu 2021 | 21 min        |
| Arendelle Castle Yule Log: Cut Paper Edition                  | Vánoce u krbu na hradě Arendelle: Papírové vystřihovánky | yule log          | 17. prosince 2021  | 180 min       |
| Embrace the Panda: Making Turning Red                         | Přijmi pandu: Jak se natáčel film Proměna                | dokument o vývoji | 11. března 2022    | 48 min        |
| Olivia Rodrigo: driving home 2 u                              | —                                                        | koncert           | 25. března 2022    | 76 min        |
| Bear Witness                                                  | Po stopách polárního medvěda                             | dokument o vývoji | 22. dubna 2022     | 83 min        |
| Explorer: The Last Tepui                                      | Průzkumník: Poslední Tepui                               | dokument          | 22. dubna 2022     | 55 min        |
| The Biggest Little Farm: The Return                           | Největší malá farma: Návrat                              | dokument          | 22. dubna 2022     | 29 min        |
| Beyond Infinity: Buzz and the Journey to Lightyear            | Za nekonečno: Buzz a cesta k Rakeťákovi                  | dokument o vývoji | 10. června 2022    | 35 min        |
| Připravované                                                  |                                                          |                   |                    |               |
| LEGO Star Wars Summer Vacation                                | LEGO Star Wars: Letní prázdniny                          | animovaný         | 5. srpna 2022      | bude oznámeno |
| Tabulka byla aktualizována ke dni 8. července 2022.           |                                                          |                   |                    |               |

## Krátké filmy
| Lamp Life                                           | Život pod lampou                  | animovaný krátký film | 31. ledna 2020          | 7 min  |
| Once Upon a Snowman                                 | Byl jednou jeden sněhulák         | animovaný krátký film | 23. října 2020          | 8 min  |
| Myth: A Frozen Tale                                 | Mýtus: Příběh Ledového království | animovaný krátký film | 26. února 2021          | 11 min |
| 22 vs. Earth                                        | 22 vs. Země                       | animovaný krátký film | 30. dubna 2021          | 5 min  |
| Star Wars Biomes                                    | Star Wars Biomy                   | animovaný krátký film | ASMR                    | 18 min |
| Ciao Alberto                                        | Ciao Alberto                      | 12. listopadu 2021    | 8 min                   |        |
| Marvel Studios' 2021 Disney+ Day Special            | —                                 | 12. listopadu 2021    | krátkometrážní dokument | 14 min |
| Pixar 2021 Disney+ Day Special                      | Speciál Disney+ den 2021: Pixar   | 12. listopadu 2021    | krátkometrážní dokument | 5 min  |
| Tabulka byla aktualizována ke dni 8. července 2022. |                                   | 12. listopadu 2021    |                         |        |

## Živé přenosy
| The 94th Academy Awards Nominations Show            | — | udílení cen       | 8. února 2022   | 33 min  |
| TINI Tour 2022: Live From Buenos Aires              | — | koncert           | 28. května 2022 | 105 min |
| Harmonious Live!                                    | — | ohňostrojová show | 21. června 2022 | 33 min  |
| Tabulka byla aktualizována ke dni 8. července 2022. |   |                   |                 |         |

## Regionální filmy
| Originální název                                    | Český název | Žánr                      | Premiéra          | Délka   | Dostupné v regionu | Jazyk       |
| --------------------------------------------------- | ----------- | ------------------------- | ----------------- | ------- | ------------------ | ----------- |
| Sea of Plastic                                      | —           | dokument                  | 25. září 2020     | 48 min  | Francie            | francouzsky |
| Soul                                                | Duše        | animovaná komedie         | 25. prosince 2020 | 101 min | USA                | anglicky    |
| Luca                                                | Luca        | animovaná fantasy komedie | 18. června 2021   | 95 min  | USA                | anglicky    |
| Turning Red                                         | Proměna     | animovaná fantasy komedie | 11. března 2022   | 107 min | USA                | anglicky    |
| Připravované                                        |             |                           |                   |         |                    |             |
| Kral Şakir Geri Dönüşüm                             | —           | animovaný                 | 14. července 2022 | 48 min  | Turecko            | turecky     |
| Tabulka byla aktualizována ke dni 8. července 2022. |             |                           |                   |         |                    |             |

## Připravované

### Filmy
| Název                                                       | Žánr                          | Premiéra      | Délka         |
| ----------------------------------------------------------- | ----------------------------- | ------------- | ------------- |
| Aladdin: The Broadway Musical                               | muzikál, fantasy              | 2022          | 140 min       |
| Crater                                                      | sci-fi                        | 2022          | bude oznámeno |
| Diary of a Wimpy Kid: Rodrick Rules                         | animovaná komedie             | 2022          | bude oznámeno |
| Disenchanted                                                | hudební fantasy               | 2022          | bude oznámeno |
| Night at the Museum: Kahmunrah Rises Again                  | animovaná dobrodružná komedie | 2022          | bude oznámeno |
| Peter Pan & Wendy                                           | fantasy dobrodružný film      | 2022          | bude oznámeno |
| Greek Freak                                                 | sportovní životopisný film    | 2022          | bude oznámeno |
| Three Men and a Baby                                        | komedie                       | 2022          | bude oznámeno |
| Chang Can Dunk                                              | sportovní                     | 2023          | bude oznámeno |
| Prom Pact                                                   | romantická komedie            | 2023          | bude oznámeno |
| 29 Dates                                                    | romantický                    | bude oznámeno | bude oznámeno |
| 61                                                          | sportovní životopisný film    | bude oznámeno | bude oznámeno |
| Alexander and the Terrible, Horrible, No Good, Very Bad Day | komedie                       | bude oznámeno | bude oznámeno |
| Aloha Rodeo                                                 | fantasy                       | bude oznámeno | bude oznámeno |
| Daughter of the Deep                                        | fantasy                       | bude oznámeno | bude oznámeno |
| Father of the Bride                                         | komediální drama              | bude oznámeno | bude oznámeno |
| Flight of the Navigator                                     | sci-fi komedie                | bude oznámeno | bude oznámeno |
| The Grimm Legacy                                            | fantasy komedie               | bude oznámeno | bude oznámeno |
| Once on This Island                                         | muzikál                       | bude oznámeno | bude oznámeno |
| Out of My Mind                                              | sci-fi komedie                | bude oznámeno | bude oznámeno |
| The Pocketwatch                                             | fantasy muzikál               | bude oznámeno | bude oznámeno |
| Robin Hood                                                  | dobrodružná komedie           | bude oznámeno | bude oznámeno |
| Shrunk                                                      | sci-fi komedie                | bude oznámeno | bude oznámeno |
| Sister Act 3                                                | komedie                       | bude oznámeno | bude oznámeno |
| Song for a Whale                                            | bude oznámeno                 | bude oznámeno | bude oznámeno |
| Spooked                                                     | hororová komedie              | bude oznámeno | bude oznámeno |
| Superfudge                                                  | animovaný film                | bude oznámeno | bude oznámeno |
| SpaceCamp                                                   | dobrodružná komedie           | bude oznámeno | bude oznámeno |
| The Sword in the Stone                                      | fantasy komedie               | bude oznámeno | bude oznámeno |
| The Thief                                                   | fantasy                       | bude oznámeno | bude oznámeno |
| Tom Sawyer                                                  | dobrodružné drama             | bude oznámeno | bude oznámeno |
| zatím nepojmenovaný film o Keanon Lowe                      | sportovní životopisný film    | bude oznámeno | bude oznámeno |
| The Parent Trap                                             | komedie                       | bude oznámeno | bude oznámeno |
| The Return of the Rocketeer                                 | superhrdinský                 | bude oznámeno | bude oznámeno |
| Wouldn't It Be Nice                                         | romantický film               | bude oznámeno | bude oznámeno |
| World's Best                                                | muzikálová komedie            | bude oznámeno | bude oznámeno |
| Young Woman and the Sea                                     | životopisné drama             | bude oznámeno | bude oznámeno |
| Tabulka byla aktualizována ke dni 13. května 2022.          |                               |               |               |

### Dokumenty
| Mickey: The Story of a Mouse                                                                    | životopisný   | 2022          | 93 min        |
| Goodbye Yellow Brick Road: The Final Elton John Performances And the Years That Made His Legend | koncert       | 2022          | bude oznámeno |
| zatím nepojmenovaný dokument od Bryce Dallas Howardové                                          | dokumentární  | bude oznámeno | bude oznámeno |
| zatím nepojmenovaný dokument o Chorvatsku                                                       | bude oznámeno | bude oznámeno | bude oznámeno |
| zatím nepojmenovaný dokument o Disneylandu                                                      | bude oznámeno | bude oznámeno | bude oznámeno |
| zatím nepojmenovaný životopisný dokument o Jim Hensonovi                                        | životopisný   | bude oznámeno |               |
| Tabulka byla aktualizována ke dni 20. května 2022.                                              |               | bude oznámeno |               |

### Speciály
| zatím nepojmenovaný making of filmu Rakeťák        | dokument o vývoji     | 2022          | bude oznámeno |
| zatím nepojmenovaný halloweenský speciál           | superhrdinský         | říjen 2022    | bude oznámeno |
| Strážci Galaxie: Vánoční speciál                   | superhrdinská komedie | prosinec 2022 | 40 min        |
| Star Wars: A Droid Story                           | animovaná space opera | bude oznámeno | bude oznámeno |
| Tabulka byla aktualizována ke dni 20. května 2022. |                       |               |               |

### Živé přenosy
| zatím nepojmenovaný koncert Eltona Johna           | koncert | bude oznámeno | bude oznámeno |
| Tabulka byla aktualizována ke dni 20. května 2022. |         |               |               |

### Krátké filmy
| Mickey in a Minute                                 | animovaný krátký film | 2022 | 1 min |
| Tabulka byla aktualizována ke dni 20. května 2022. |                       |      |       |

### Cizojazyčné filmy
| Originální název                                   | Žánr          | Premiéra      | Délka         |               |
| Turecké filmy                                      | Turecké filmy | Turecké filmy | Turecké filmy | Turecké filmy |
| -------------------------------------------------- | ------------- | ------------- | ------------- | ------------- |
| Bursa Bülbülü                                      | bude oznámeno | bude oznámeno | bude oznámeno |               |
| Ostatní                                            |               |               |               |               |
| zatím nepojmenovaný sequel filmu Money Trap        | bude oznámeno | bude oznámeno | bude oznámeno |               |
| Recep İvedik 7                                     | bude oznámeno | bude oznámeno | bude oznámeno |               |
| Tabulka byla aktualizována ke dni 20. května 2022. |               |               |               |               |